# Knuppel (metaaltechniek)

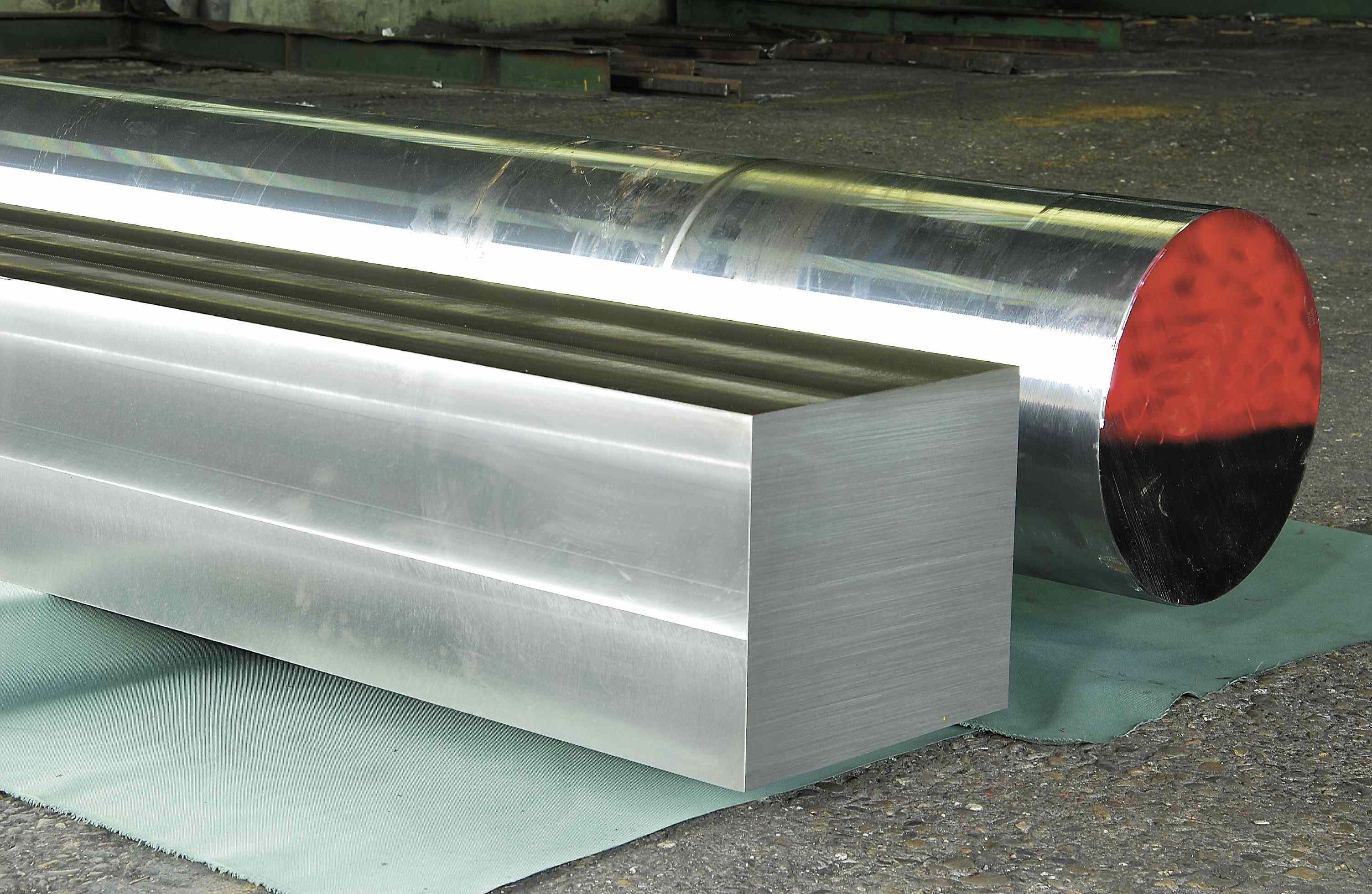
Vierkante bloom en ronde knuppel

Een knuppel is een halffabricaat uit de metaalindustrie. Dit is een staaf met een vierkante of ronde doorsnede, meestal uit ruwijzer of staal. Deze term bestaat in meerdere metaalindustrieën en duidt op de afwerking van het product. Het is namelijk een halffabricaat, bedoeld om verdere bewerkingen te ondergaan. Een andere naam voor een knuppel is 'bloom' of 'bloem'; dit is een staaf met rechthoekige doorsnede. Naast knuppels bestaan er ook nog plakken. Dit zijn grote dikke platen staal van 1 tot 1,5m breed en ongeveer 12m lang die ook gemaakt worden in een staalfabriek. Plakken worden verder verwerkt door ze te walsen tot een dunner product.